# Danstrup Hegn
Danstrup Hegn er en skov i Asminderød Sogn i Fredensborg Kommune. Skoven er fredskov. Skoven er overvejende en bøgeskov. Skovens størrelse er 324,5 ha. Skoven hænger sammen med Krogenberg Hegn.

## Plantevækst
Skoven er domineret af bøg og rødgran, men der findes også en hel del eg samt mindre stykker med ær, birk, sitka, douglas, skovfyr, almindelig ædelgran, normannsgran og nobilis.
I skoven er fundet klatrende lærkespore, liden steffensurt, snylterod, liden vintergrøn og majblomst, endvidere bølget bunke, ørnebregne, skarpfinnet mangeløv, hindbær, blåbær, hedelyng.

## Friluftsliv
Skoven fungerer også som ekstensiv udflugtsskov.
Danstrup Hegn indgår i Nationalpark Kongernes Nordsjælland. og  Natura 2000-område nr. 131 Gurre Sø (habitatsområde nr 115). 